# رود آی‌یا
رود آی‌یا (انگلیسی: Ayya) یک رودخانه در سرزمین پرم کشور روسیه است.